# Académie royale des Beaux-Arts de Liège
Pour les articles homonymes, voir Académie des beaux-arts.
 (septembre 2012).
Si vous disposez d'ouvrages ou d'articles de référence ou si vous connaissez des sites web de qualité traitant du thème abordé ici, merci de compléter l'article en donnant les références utiles à sa vérifiabilité et en les liant à la section « Notes et références ».
L'Académie royale des beaux-arts de Liège, officiellement depuis le 29 mars 2021 les Beaux-Arts de Liège - École supérieure des Arts (BAL ou BAL-ÉSA), antérieurement École supérieure des Arts de la Ville de Liège (ou ESAVL) est une institution artistique créée en 1775 sous les auspices du prince-évêque de Liège François-Charles de Velbrück d'après une idée de Nicolas Henri Joseph de Fassin et Léonard Defrance.
Le bâtiment actuel, d'inspiration Renaissance italienne, sis 21 rue des Anglais, date de 1895 et est l'œuvre de l'architecte municipal Joseph Lousberg.

## Historique

### L'Académie princière
En 1772, François-Charles de Velbrück est désigné prince-évêque de Liège et dirige cette ville jusqu'à sa mort, en 1784.
Considéré comme un prince éclairé, il s'intéresse aux problèmes sociaux, fonde des écoles, et se rapproche du monde des arts.
En 1771, Desoer diffuse un « projet d'une association de citoyens » pour établir une école de dessin. Certains artistes le soutiennent financièrement. D'autres apportent leurs conseils. La ville met deux salles de son hôtel de ville à la disposition de l'association.
Dans ses mémoires, le peintre Léonard Defrance décrit qu'en 1773, l'artiste Nicolas de Fassin, rentrant de Rome, ouvre chez lui un atelier où les jeunes peuvent s'initier au dessin d'après le modèle vivant. 
À la fin du mois de décembre 1774, le prince-évêque, considérant que les pouvoirs publics se doivent de soutenir les initiatives privées précitées, fait paraître un avis : l'organisation d'un concours en vue du recrutement de professeurs.
Le concours est organisé le 2 janvier 1775. Ensuite sera publié le « précis de l'établissement d'une Académie de peinture, de sculpture et de gravure, et d'une école de dessin, relative aux arts mécaniques ». Huit artistes, dont Léonard Defrance, sont désignés comme académiciens : le sculpteur Guillaume Évrard en est le doyen, et l'architecte Jacques-Barthélemy Renoz est choisi comme directeur de l'école de dessins mécaniques.
L'académie occupe tout d'abord deux salles de l'hôtel de ville ; celles-ci s'avèrent vite trop exiguës, si bien que l'école s'installe alors dans la vieille cour de l'Official, jusqu'à la révolution en 1791. Les cours de mécanique sont transférés dans l'ancien collège des jésuites wallons (devenu en 1817 l'université de Liège).
Les directeurs se succèdent à l'Académie : Léonard Defrance en 1778, puis le graveur Joseph Dreppe à la mort de François-Charles de Velbrück qui, en 1778, dote l'Académie d'un règlement, renouvelé par son successeur, le prince-évêque César-Constantin-François de Hoensbroeck. En même temps, des reproductions de statues antiques, des gravures et des dessins de maîtres sont acquis par l'établissement.

### L'école centrale française
En 1797, Liège, devenue chef-lieu du département français de l'Ourthe, ouvre une École centrale. Léonard Defrance y enseigne le dessin : en 1801, le nombre de ces élèves dépasse la centaine, de sorte que François-Joseph Dewandre est nommé adjoint. François Dewandre sera le maître d'Henri Rutxhiel, qui connaîtra une brillante carrière de sculpteur officiel en France, sous l'Empire et la Restauration.
En 1808, les Écoles Centrales de l'Empire se transforment en lycées, et le cours de dessin n'est plus qu'un cours parmi d'autres.
En 1812, la Société d'Émulation, créée elle aussi par François-Charles de Velbrück, se souvient de l'Académie de 1775 et soutient un projet d'école gratuite de dessin, de peinture, de sculpture et d'architecture : l'Athénée des Arts. Le préfet Micoud d'Umons en présidera le conseil d'administration. Philippe-Auguste Hennequin en assurera la direction et les cours de dessin, tandis que Plon y enseignera l'architecture.
De son côté, la ville accepte de subventionner l'école. Mais la disparition du régime français remettra à nouveau tout en question.

### L'Académie à l'époque du royaume uni des Pays-Bas
À l'époque du royaume uni des Pays-Bas, c'est encore la Société d'Émulation qui, dès 1819, s'efforce de rétablir l'enseignement artistique. En 1820, une école gratuite de dessin, appelée aussi Académie royale de dessin, ouvre ses portes. Installée dans les locaux des ex-jésuites wallons (comme sous Velbrück et les Français), elle accueille une cinquantaine d'élèves. François-Joseph Dewandre, à la fois directeur et professeur est aidé par le sculpteur Jean Lambert Salaie. En 1825, elle s'installe dans l'ancien hospice Saint-Abraham situé en Féronstrée, récupère les collections de plâtres et de dessins des institutions précédentes et compte cent cinquante, puis deux cents élèves à la veille de la révolution belge.
Salaie, décédé en 1833, et Dewandre, en 1835, seront remplacés par le sculpteur Decoux et Lambert Herman.

### L'Académie des Beaux-Arts
Formé autour du bourgmestre Louis Jamme, un groupe de personnes désireuses de soutenir les arts, émet diverses propositions, qui, enfin aboutiront : en effet, le 2 janvier 1835, le Conseil de Régence de la Ville décidera de maintenir l'école de dessin. Tout en la réorganisant sous le nom d'Académie des Beaux-arts.
Un nouveau directeur est nommé la même année : le peintre verviétois Barthélemy Vieillevoye. De même des professeurs pour les cours de dessin, d'architecture, de sculpture et de ciselure : Lambert Herman (de l'école gratuite), Gilles-François Closson, Julien-Étienne Rémont et Louis-Eugène Simonis. Ce dernier, qui revient de Rome et est retenu à Bruxelles par de nombreuses commandes, ne prend pas possession de sa chaire et est finalement remplacé par Gérard Buckens.
Les cours, sous leur nouvelle mouture, sont organisés dès 1837 à l'hospice Saint-Abraham, dont la totalité des bâtiments est occupée en 1842. La même année, d'autres professeurs sont désignés : Auguste Chauvin, François Van Roy et Alexis Gaucet comme adjoints pour le dessin. Ferdinand Vottem et Eugène Laurent Renard respectivement pour les cours d'anatomie et d'histoire de l'Art, désormais ouverts. Dès 1843, Hubert Distexhe prend en charge le cours de gravure et, l'année suivante, un cours de peinture est donné par le directeur. De nouvelles incorporations suivent, comme celles de Jules Ansiaux en 1844; Henri Ponchon en 1848; Édouard Lavalleye en 1852; Charles Soubre en 1854; Prosper Drion, Charles Honoré et Édouard van Marcke en 1859; Nicolas Julin en 1864; Camille Renard, Hyacinthe Dejardin et Jean-Mathieu Nisen en 1868.

### Nouveau bâtiment
Pendant les années 1880, plus de 500 élèves sollicitent chaque année leur admission si bien que les locaux de l'hospice Saint-Abraham situé en Féronstrée deviennent vite trop étroits, d'autant plus que le directeur Prosper Drion, sculpteur apprécié, vient de créer un nouveau cours spécial pour les jeunes femmes.
Le bâtiment, mal aéré, mal éclairé, surchauffé par les becs de gaz, insalubre présente de réels dangers, ce qui amène en 1890 l'échevin Auguste Kleyer à présenter au conseil communal un projet de construction de nouveaux locaux sur le terrain occupé autrefois par le couvent Sainte-Claire et propriété communale depuis 1887.
Le projet de l'architecte de la Ville, Joseph Lousberg, est mis en œuvre. L'inauguration des locaux a lieu le 14 juillet 1895 en présence du roi Léopold II. Une grande exposition est organisée parallèlement au Cercle des Beaux-arts, où se côtoient professeurs et élèves, anciens et contemporains.

## L'Académie et les arts à Liège
L'histoire de la peinture, de la sculpture et de la gravure à Liège ne peut s'inscrire en dehors de celle de l'Académie des Beaux-arts : organiser une exposition de l'art liégeois de Léonard Defrance à nos jours, c'est surtout présenter les œuvres des directeurs, professeurs et anciens élèves qui s'y sont succédé depuis 1773.
Léonard Defrance, l'un de premiers enseignants liégeois, devait d'ailleurs donner le ton par un propos qui, tant sur le plan éthique que plastique, nous fait passer en cette fin du XVIIIe siècle du rococo au néo-classicisme.
Henri-Joseph Rutxhiel appartiendra à ce mouvement. Élève, à ses débuts, de ce qu'on appelait alors l'École centrale du département de l'Ourthe, il sera l'un des sculpteurs célèbres de son temps et recevra de Napoléon le titre de « sculpteur des Enfants de France »[réf. nécessaire].
Introducteur du réalisme dans la sculpture belge. Adolphe Fassin est justement apprécié pour son Acquajuolo napolitain. Plus reconnu est cependant le réaliste Léon Mignon. Son Le Dompteur de taureaux des Terrasses est à Liège aussi célèbre que le Perron.

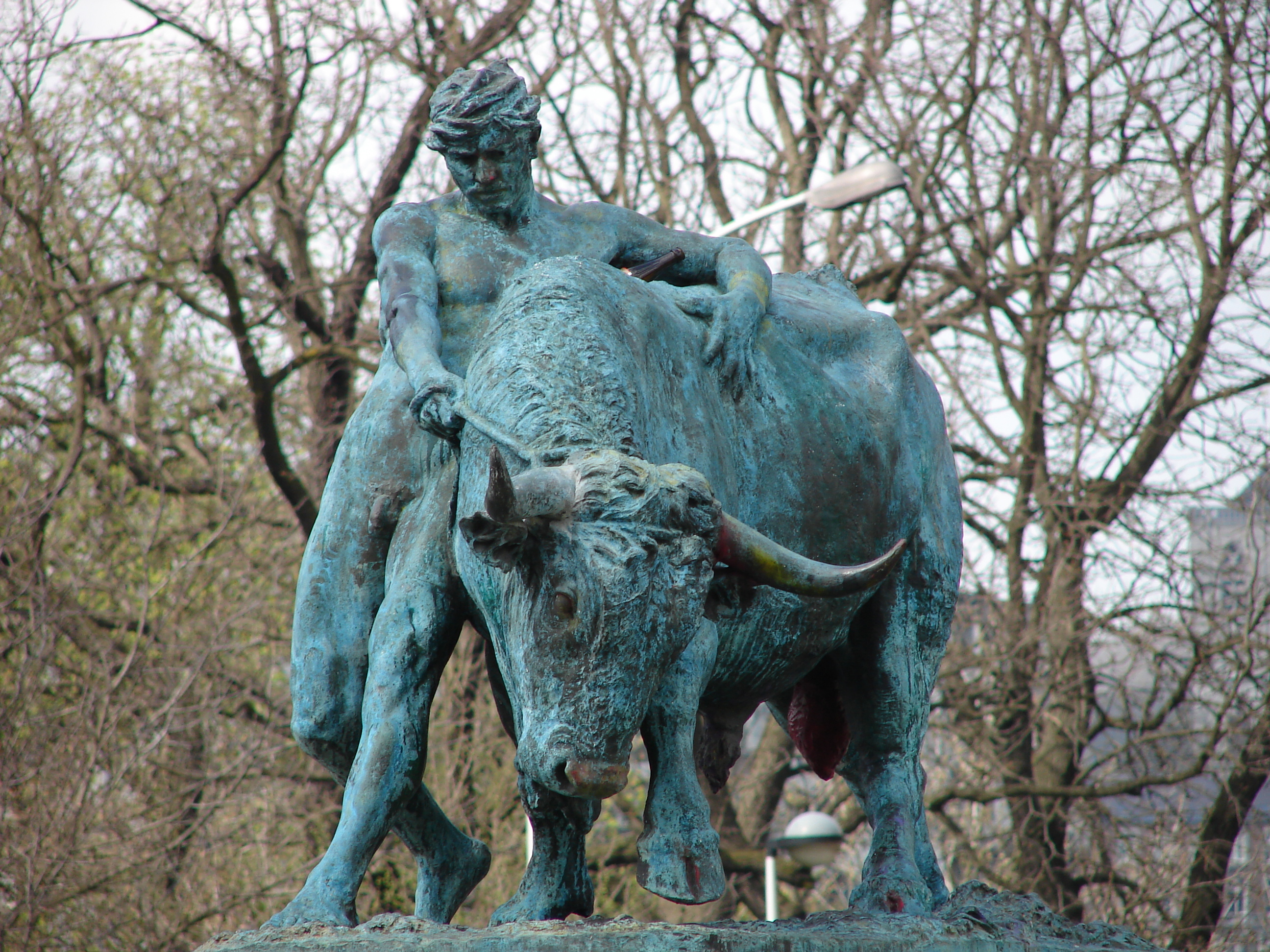
Le Dompteur de taureaux sculpté par Léon Mignon

La fin du XIXe siècle voit s'élaborer l'art du XXe siècle avec Manet et les impressionnistes. Léon Philippet, que James Ensor considère comme l'un des créateurs de la peinture moderne en Belgique, en est le contemporain. Un peu plus tard, Adrien de Witte participera non seulement au renouveau de la peinture mais rendra ses lettres de noblesse à la gravure liégeoise du XVIe au XVIIe siècle, représentée par Suavius, de Bry, Varin, Natalis, Duvivier et Demarteau notamment.
Au cours du XXe siècle, François Maréchal, Jean Donnay, Jean Dols, Georges Comhaire et Paul Franck, entre autres, enrichiront considérablement par leur vision personnelle l'histoire de la gravure liégeoise et internationale.

## Enseignement actuel
L'Académie royale des beaux-arts de Liège réuni trois types d'enseignement : 
- l'enseignement supérieur : École Supérieure des Arts de la Ville de Liège
- l'enseignement secondaire : Centre d'enseignement secondaire Léonard Defrance
- l'enseignement à horaire réduit : Académie Royale des Beaux-Arts de la Ville de Liège

Administrativement, l'enseignement secondaire Léonard Defrance, nom du créateur de l'Académie en 1775, réuni trois implantations : l'Académie secondaire, l'institut de Beauvoir et l'école d'horticulture.
À la sortie de l'enseignement primaire, l'élève est inscrit dans un premier degré commun. Les cours de l'option artistique sont donnés à l'Académie, tandis que les cours généraux ont lieu dans les locaux du boulevard Sainte-Beuve où se retrouvent, dans les classes spécifiques, tous les élèves du premier degré du Centre Léonard Defrance (groupant l'Académie royale des beaux-arts et l'École d'Horticulture).
Les humanités artistiques s'organisent sur les quatre dernières années du cycle secondaire en transition et en qualification.
La formation artistique de l'Académie permet aux aspirants artistes élèves du supérieur, de développer "un œil, une main, un esprit et un cœur"[réf. souhaitée].
Les élèves empruntent lors de leur formation toutes les passerelles du métier d'artiste, de graphiste publicitaire et de plasticien.
Le certificat d'enseignement artistique secondaire délivré à la fin de la 6e année donne accès à toutes les écoles supérieures d'art, de même qu'aux études supérieures de type court, de type long ou universitaire.

## Anciens élèves de l'Académie royale des beaux-arts de Liège
- Émile Berchmans, peintre.
- Oscar Berchmans, sculpteur.
- Frederick Beunckens, peintre.
- Georges Bianchini, sculpteur
- Joseph Bonvoisin, graveur.
- Henri Brasseur, peintre.
- Georges Collignon, peintre.
- Paul Comblen, architecte.
- Georges Comhaire, graveur.
- Robert Crommelynck, peintre.
- Dacos, graveur.
- Paul Daxhelet, peintre.
- Carmen Defize, peintre.
- Jo Delahaut, peintre.
- Joseph Delfosse, peintre et graveur.
- Émile Delperée, peintre.
- Jean-Charles Delsaux, architecte.
- Jean Detheux, peintre et cinéaste.
- Maurice Devignée, architecte.
- Auguste Donnay, peintre et graveur.
- Jean Donnay, graveur.
- Charles Dumont, architecte.
- Adolphe Fassin, sculpteur.
- Victor Fassin, peintre.
- Fanny Germeau, peintre.
- Jules Halkin, sculpteur.
- Léopold Harzé, sculpteur
- Richard Heintz, peintre.
- Jules Helbig, peintre et historien de l'art.
- Lucien Houbiers, peintre
- Idel Ianchelevici, sculpteur.
- Edmond Jamar, architecte.
- Paul Jaspar, architecte.
- Luc Lafnet, peintre.
- Albert Lemaître, peintre.
- Bouli Lanners, cinéaste et comédien.
- Joseph Louis, peintre et directeur.
- Auguste Mambour, peintre.
- François Maréchal, graveur.
- Léon Mignon, sculpteur.
- Jean-Claude Mornard, peintre et dessinateur.
- Joseph Moutschen, architecte.
- Jean-Mathieu Nisen, peintre.
- Jacques Ochs, peintre et caricaturiste.
- Christian Otte, peintre et dessinateur.
- Aubin Pasque, peintre.
- Georges Petit, sculpteur.
- Pierre Petry, sculpteur.
- Phil, dessinateur.
- Léon Philippet, peintre.
- Joe G. Pinelli, dessinateur et illustrateur.
- Joseph Pollard, sculpteur.
- Paul Renotte, peintre.
- Toussaint Renson, peintre et affichiste.
- Jean Rets, peintre.
- Victor Rogister, architecte.
- Joseph Rulot, sculpteur.
- Luis Salazar, peintre.
- Edgar Scauflaire, peintre.
- Charles-Henry Sommelette, dessinateur et peintre.
- Charles Soubre, peintre.
- Kamran Sowti, peintre et sculpteur
- Fernand Steven, peintre.
- Alphonse de Tombay, sculpteur.
- Adrien de Witte, peintre et graveur.
- Léon Wuidar, peintre.
- Fabienne Goerens, sculpteur.